# Machimus sagittarius
Machimus sagittarius là một loài ruồi trong họ Asilidae. Machimus sagittarius được Villeneuve miêu tả năm 1930. Loài này phân bố ở vùng Cổ Bắc giới.